# Vankeeria catoptronifera
Genre
Espèce
Vankeeria catoptronifera, unique représentant du genre Vankeeria, est une espèce d'araignées aranéomorphes de la famille des Liocranidae.

## Distribution
Cette espèce est endémique du Péloponnèse en Grèce,. Elle se rencontre à Zachloroú vers 1 000 m d'altitude.

## Description
La femelle holotype mesure 4,70 mm.

## Étymologie
Ce genre est nommé en l'honneur de Johan Van Keer et de Koen Van Keer.

## Publication originale
- Bosselaers, 2012 : Two interesting new ground spiders (Araneae) from the Canary Islands and Greece. Serket, vol. 13, p. 83-90.